# 哈吉加布尔

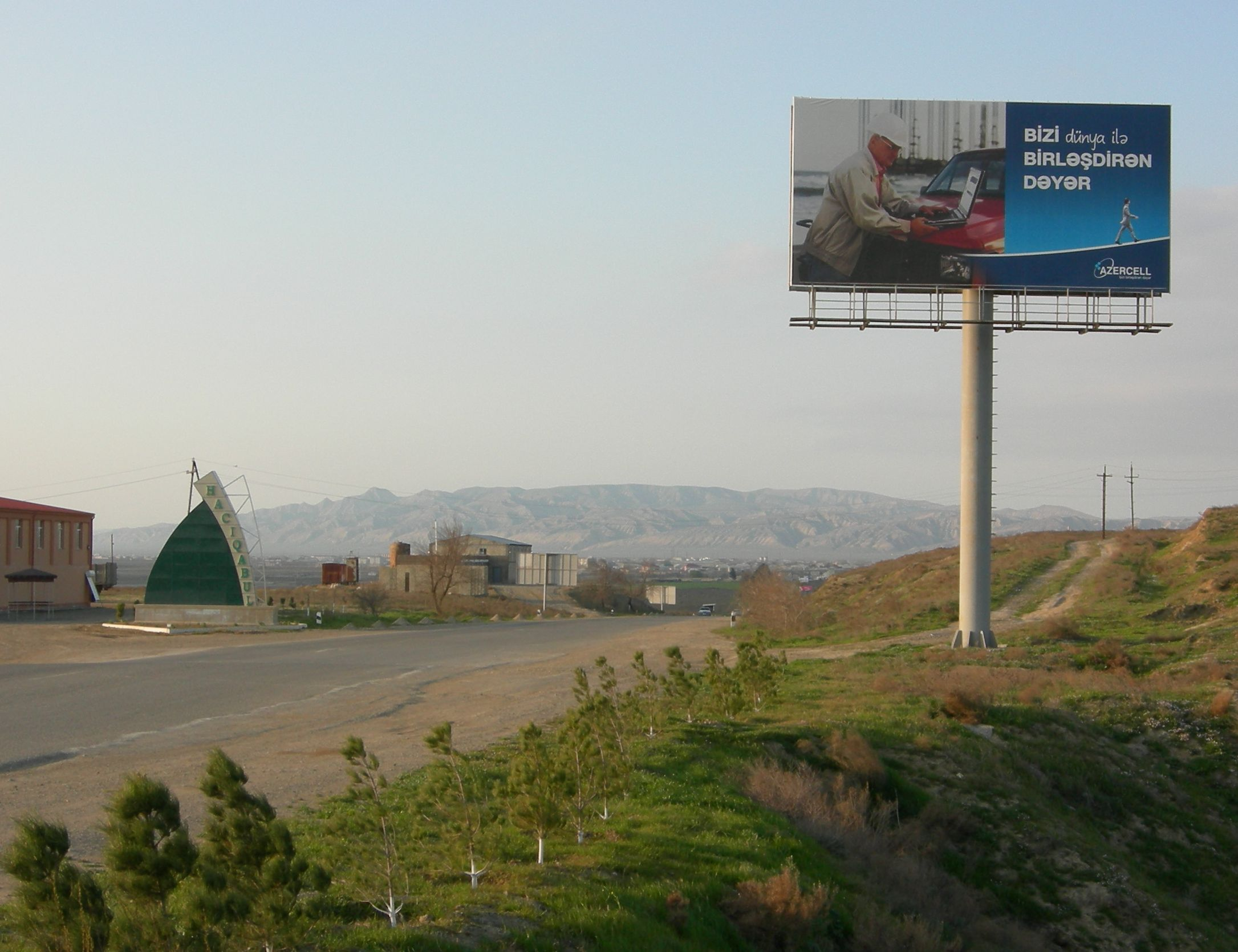
哈吉加布尔

哈吉加布尔是阿塞拜疆的城鎮，也是哈吉加布尔区的首府，位於該國東部庫拉-阿拉斯低地，處於海平面以下1米，鎮上有魚類加工場，2010年人口25,342。